# Thecla entheoides
Thecla entheoides är en fjärilsart som beskrevs av Charles Oberthür 1913. Thecla entheoides ingår i släktet Thecla och familjen juvelvingar. Inga underarter finns listade i Catalogue of Life.